# Tiburon
Tiburon je město v Marin County v americkém státě Kalifornie. V roce 2020 zde žilo 9146 obyvatel. Město má rozlohu 34,2 km² a leží na poloostrově, vybíhajícím do zálivu San Francisco. 66,7 procent jeho rozlohy tvoří vodní plochy.

## Etymologie názvu
Název města pochází ze španělského slova tiburón, což znamená „žralok“. Nazýval se tak nejdříve poloostrov, na kterém město leží, pravděpodobně podle výskytu žraloků leopardích v okolních vodách. Tiburon byl připojen na jižní konec Severní pacifické železnice (později nazývané Northwestern Pacific Railroad), vedoucí ze San Francisca, která přepravovala náklady do měst kolem Sanfranciské zátoky. Nyní je to satelitní a turistické město, spojené trajekty se San Franciskem. Tvoří nejnižší bod na pevnině k Andělskému ostrovu Angel Island a na něj se váže trajektová doprava.

## Historie

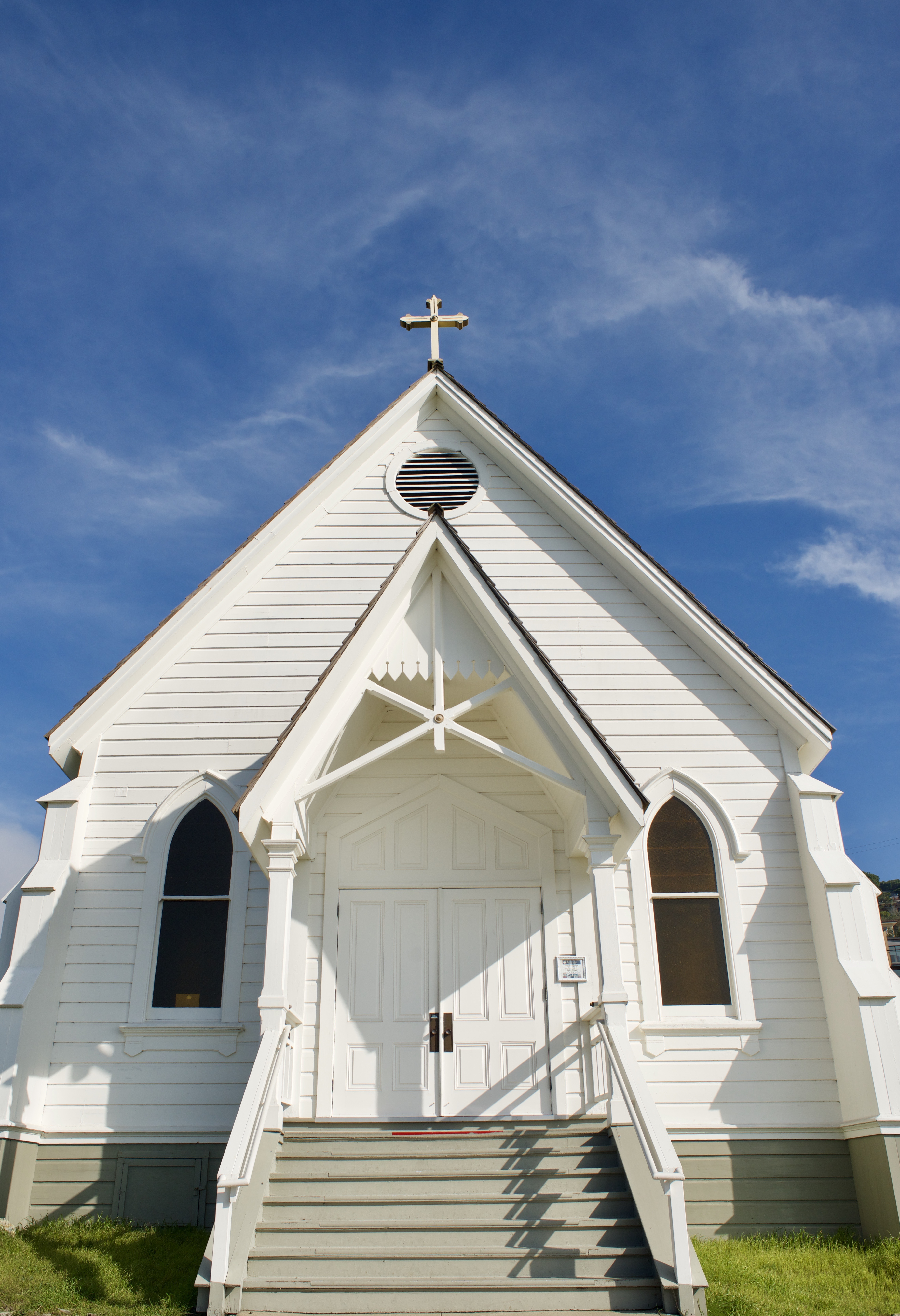
Stará kaple sv. Hilaria

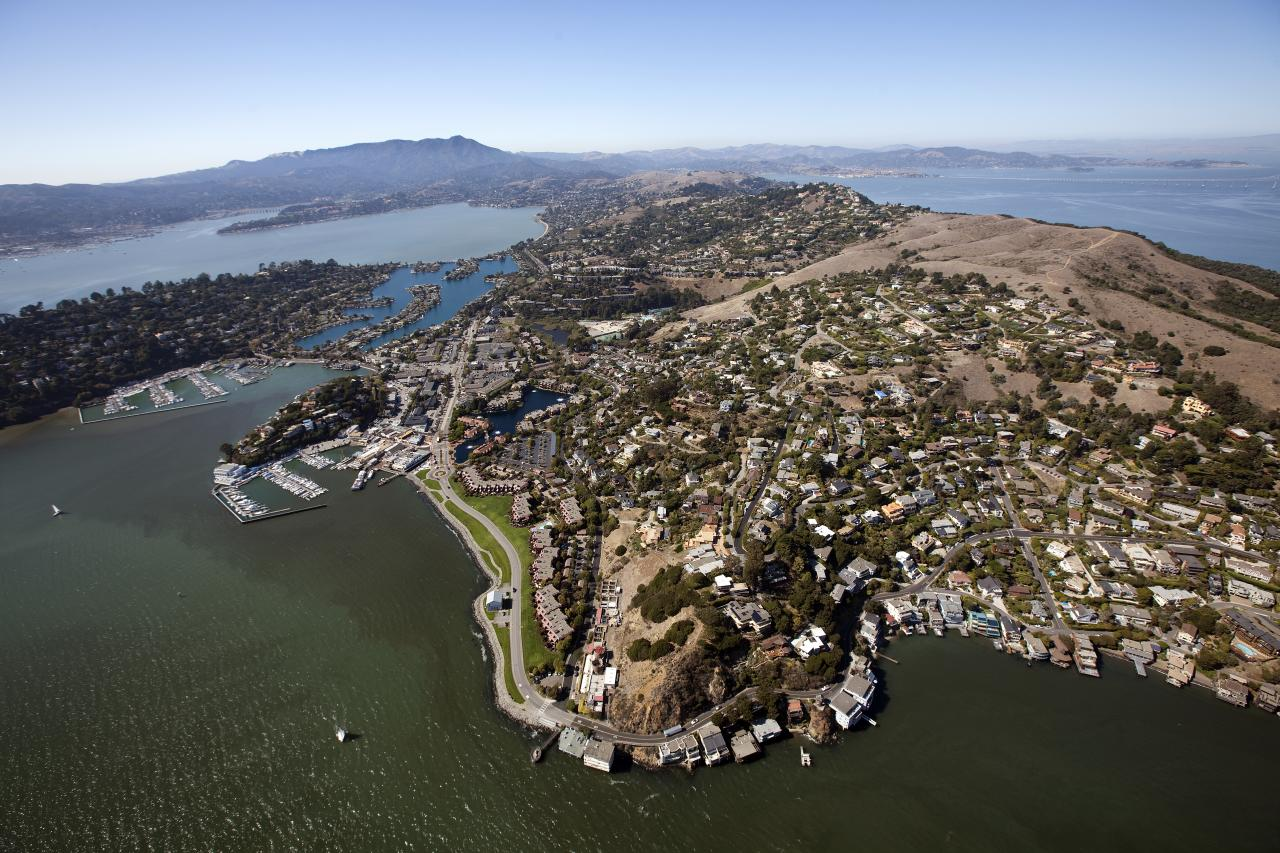
Letecký pohled na Marin County

Dějiny lokality začínají rokem 1775, ale teprve v roce 1831 Jonn Reed z Dublinu obdržel od mexických úřadů povolení získat pozemky na území Southern Marin, včetně poloostrova Tiburon. V roce 1834 mu byl přidělen ranč Rancho Corte Madera del Presidio. Reed se oženil s dceou velitele Hilarií Sánchezovou v roce 1836. Jméno Reed je dosud zachováno v názvech ulic a školní čtvrti. Také Hilariino jméno a jména její vnučky Hilarity Reedové nesou ulice a sídliště. a svatému Hilariovi je zasvěcena nejstarší kaple. Hilarita se provdala za Dr. Benjamina Lyforda, developera pozemků v nynější městské části Old Tiburon. Dům s farmou Benjamina a Hilarity Lyfordových je nyní součástí Audubon Society na Greenwood Beach Road.
Průmyslová éra Tiburonu začala s dostavbou železnice San Francisco Bay Trail, která existuje dosud, ale využívají ji jen turisté a cyklisté. Mezi léty 1842-1882 se život změnil jen málo. Trajekty dovážely automobily do San Francisca a Sausalita, zatímco nákladní vozy jezdily do San Francisca a Richmondu.
Správa obce se osamostatnila až roku 1964.

## Ekonomika
Ekologické hospodářství, obchod a služby spojené s turistickým ruchem.

## Kultura a sport
Město každoročně v říjnu hostíː
- mezinárodní filmový festival [1]
- mezinárodní tenisový challenger mužů

## Osobnosti
- Herec Clint Eastwood (*1930) a herečka Sondra Lockeová (1944–2018) zde žili v polovině 70. let.
- Herec Paul Frees (1920–1986) zde žil a zemřel.
- Filmový režisér Henry Selick (* 1952) zde žije dosud.
- Scenárista Stirling Silliphant (1918-1996) pobýval v Tiburonu do roku 1988.
- Lars Ulrich, bubeník skupiny Metallica, (* 1963) zde žil do roku 2019.
- Herec Robin Williams (1951–2014) zde v mládí žil a několik let před svou smrtí se sem opět přestěhoval.